# Liriomyza cilicornis
Liriomyza cilicornis este o specie de muște din genul Liriomyza, familia Agromyzidae, descrisă de Friedrich Georg Hendel în anul 1931.
Este endemică în Austria. Conform Catalogue of Life specia Liriomyza cilicornis nu are subspecii cunoscute.